# مستري
مستري هو الاسم الفني للكندي إريك فون مركوفيك (إريك جمس هرفات-مركوفيتش)، المولود في 24 سبتمبر 1971. هو من مؤسسي شركات مستري ميتود كربوريشن (2004) وفينوشن أرتس (2006). ظهر في سلسلة ذ بيك اب أرتيست التي عرضت على ف ش 1 برنامج تلفزيون الواقع.

## روابط خارجية
- مستري على موقع IMDb (الإنجليزية)